# Opel 1200
La Opel 1200 o P1200 è un'autovettura di fascia medio-bassa prodotta dal 1959 al 1962 dalla Casa automobilistica tedesca Opel.

## Profilo e storia

### Debutto
La 1200 fu introdotta per prendere il posto del modello Olympia, inteso come versione economica delle Opel Olympia Rekord e Rekord P1 prodotte fino a quel momento. Si volle inoltre proporre una versione economica della Rekord, che stesse decisamente al di sotto della fascia di mercato della Rekord stessa, visto che era già dal 1940, anno di uscita di produzione della primissima Kadett che la Casa di Rüsselsheim non aveva in listino una vettura di fascia medio-bassa, e quindi più popolare.

### Caratteristiche
La carrozzeria riprendeva per intero quella della Rekord P1, compresa la chicca del parabrezza panoramico, aspetto per il quale la 1200 viene spesso ancor oggi denominata anche come P1200. Disponibile unicamente con carrozzeria a due porte, la 1200 era caratterizzata anche da un allestimento più semplificato e spartano.
Se la Olympia, che la 1200 andava a sostituire, montava ancora lo storico motore 1.5 litri, la 1200 propose invece un nuovo motore a 4 cilindri da con distribuzione a valvole in testa. Tale motore derivava direttamente dal 1.5 di base delle Rekord e Olympia Rekord, da cui si differenziava sostanzialmente per la riduzione della misura dell'alesaggio, scesa da 80 a 72 mm, per una cilindrata complessiva di 1205 cm3. La potenza massima era di 40 CV a 4400 giri/min con un valore di coppia massima di 84 N·m a 2200 giri/min. Coppia e potenza venivano trasmesse al retrotreno mediante un cambio manuale a 3 marce. La velocità massima era di 115 km/h.
Anche la meccanica telaistica era sostanzialmente la stessa delle Rekord P1, perciò anche sulla 1200 si ritrova la soluzione dell'avantreno a ruote indipendenti con molle elicoidali ed ammortizzatori idraulici telescopici, si ritrova lo schema del retrotreno a ponte rigido quello dell'impianto frenante a quattro tamburi. Lanciata ad un prezzo di 5.835 DM, la 1200 fu prodotta fino al dicembre del 1962 in 67.952 esemplari. Fu sostituita da due modelli: più in basso la Kadett A con motore da 1 litro e più in alto, la Olympia A, che avrebbe però debuttato solo nel 1968, 6 anni dopo l'uscita di scena della 1200.